# Плавце
Плавце је насеље у Србији у општини Бојник у Јабланичком округу. Према попису из 2022. било је 151 становника (према попису из 2002. било је 296 становника).

## Демографија
У насељу Плавце живи 251 пунолетни становник, а просечна старост становништва износи 49,1 година (45,5 код мушкараца и 53,2 код жена). У насељу има 111 домаћинстава, а просечан број чланова по домаћинству је 2,67.
Ово насеље је великим делом насељено Србима (према попису из 2002. године), а у последња три пописа, примећен је пад у броју становника.
|  |

| Демографија | Демографија | Демографија |
| Година      | Становника  | Становника  |
| ----------- | ----------- | ----------- |
| 1948.       | 599         |             |
| 1953.       | 619         |             |
| 1961.       | 586         |             |
| 1971.       | 562         |             |
| 1981.       | 440         |             |
| 1991.       | 379         | 379         |
| 2002.       | 296         | 296         |
| 2011.       | 233         |             |

| Етнички састав према попису из 2002.‍ | Етнички састав према попису из 2002.‍ | Етнички састав према попису из 2002.‍ | Етнички састав према попису из 2002.‍ | Етнички састав према попису из 2002.‍ |
| ------------------------------------ | ------------------------------------ | ------------------------------------ | ------------------------------------ | ------------------------------------ |
|                                      |                                      |                                      |                                      |                                      |
| Срби                                 | Срби                                 |                                      | 288                                  | 97,29%                               |
| Југословени                          | Југословени                          |                                      | 5                                    | 1,68%                                |
| Роми                                 | Роми                                 |                                      | 3                                    | 1,01%                                |
| непознато                            | непознато                            |                                      | 0                                    | 0,0%                                 |

| Година пописа     | 1948. | 1953. | 1961. | 1971. | 1981. | 1991. | 2002. |
| ----------------- | ----- | ----- | ----- | ----- | ----- | ----- | ----- |
| Број домаћинстава | 98    | 103   | 117   | 133   | 128   | 120   | 111   |

| Број чланова      | 1  | 2  | 3  | 4  | 5 | 6 | 7 | 8 | 9 | 10 и више | Просек |
| ----------------- | -- | -- | -- | -- | - | - | - | - | - | --------- | ------ |
| Број домаћинстава | 27 | 39 | 16 | 13 | 7 | 7 | 2 | 0 | 0 | 0         | 2,67   |

| Пол    | Укупно | Неожењен/Неудата | Ожењен/Удата | Удовац/Удовица | Разведен/Разведена | Непознато |
| ------ | ------ | ---------------- | ------------ | -------------- | ------------------ | --------- |
| Мушки  | 130    | 21               | 90           | 16             | 3                  | 0         |
| Женски | 127    | 9                | 89           | 29             | 0                  | 0         |
| УКУПНО | 257    | 30               | 179          | 45             | 3                  | 0         |

| Пол    | Укупно                    | Пољопривреда, лов и шумарство | Рибарство                            | Вађење руде и камена | Прерађивачка индустрија       |
| ------ | ------------------------- | ----------------------------- | ------------------------------------ | -------------------- | ----------------------------- |
| Мушки  | 88                        | 66                            | 0                                    | 0                    | 13                            |
| Женски | 61                        | 60                            | 0                                    | 0                    | 0                             |
| УКУПНО | 149                       | 126                           | 0                                    | 0                    | 13                            |
| Пол    | Производња и снабдевање   | Грађевинарство                | Трговина                             | Хотели и ресторани   | Саобраћај, складиштење и везе |
| Мушки  | 0                         | 2                             | 2                                    | 0                    | 2                             |
| Женски | 0                         | 0                             | 0                                    | 0                    | 0                             |
| УКУПНО | 0                         | 2                             | 2                                    | 0                    | 2                             |
| Пол    | Финансијско посредовање   | Некретнине                    | Државна управа и одбрана             | Образовање           | Здравствени и социјални рад   |
| Мушки  | 0                         | 0                             | 0                                    | 1                    | 0                             |
| Женски | 0                         | 0                             | 0                                    | 0                    | 0                             |
| УКУПНО | 0                         | 0                             | 0                                    | 1                    | 0                             |
| Пол    | Остале услужне активности | Приватна домаћинства          | Екстериторијалне организације и тела | Непознато            | Непознато                     |
| Мушки  | 0                         | 0                             | 0                                    | 2                    | 2                             |
| Женски | 0                         | 0                             | 0                                    | 1                    | 1                             |
| УКУПНО | 0                         | 0                             | 0                                    | 3                    | 3                             |